# Рамазаноглу, Сема
Сема Рамазаноглу (тур. Sema Ramazanoğlu; род. 25 августа 1959, Денизли) — турецкий политик.

## Биография
Окончила Анкарский университет, хирург по специальности. По окончании университета в Швейцарии получила специализацию в области радиологии. Во время работы в университетах и госпиталях Швейцарии Рамазаноглу входила в целый ряд исламских и турецких обществ, действующих в Европе.
Принимала участие в создании партии Справедливости и развития, входит в неё с 2001 года. Также занимала должность советника председателя партии справедливости и развития Реджепа Эрдогана.
В ноябре 2015 года была избрана членом Великого национального собрания. С 24 ноября 2015 по 24 мая 2016 года занимала должность министра по делам семьи и социальной политики. Стала второй женщиной-министром Турции, которая носила хиджаб.